# Trends in Pharmacological Sciences
Trends in Pharmacological Sciences, abgekürzt Trends Pharmacol. Sci. gehört zu einer Reihe von wissenschaftlichen Zeitschriften, die vom Cell Press-Verlag veröffentlicht wird. Die erste Ausgabe erschien 1979. Derzeit werden zwölf Ausgaben im Jahr veröffentlicht.
Die Zeitschrift veröffentlicht Reviewartikel aus den Bereichen Pharmakologie und Toxikologie, wobei die Toxikologie nicht im Namen der Zeitschrift erscheint und auch keine Listung in der entsprechenden Kategorie des ISI Web of Knowledge erfolgt. Die Themen reichen von der molekularen bis zur Verhaltenspharmakologie sowie von neuesten Arbeitstechniken zur theoretischen Pharmakologie.
Der Impact Factor lag im Jahr 2014 bei 11,539. Nach der Statistik des ISI Web of Knowledge wird das Journal mit diesem Impact Factor in der Kategorie Pharmakologie und Pharmazie an fünfter Stelle von 254 Zeitschriften geführt.
Chefherausgeberin ist Ioanna Schaffhausen, die bei der Zeitschrift angestellt ist.